# Kulturalni kršćani
Kulturalni kršćani su nereligiozne osobe (deisti, panteisti, agnostici, ateisti i sl.) koje se čvrsto drže kršćanske kulture i tradicije. Ova vrsta identifikacije može biti posljedica različitih čimbenika, kao što su obiteljska pozadina, osobna iskustva, društveno i kulturno okruženje u kojem su odrastali.
Suprotni izrazi su "biblijski kršćanin", "aktivni, prakticirajući kršćanin" ili "vjerujući kršćanin".

## Rano suvremeno doba
Deisti iz 18. i početka 19. stoljeća, poput Napoleona i raznih očeva osnivača Sjedinjenih Američkih Država, smatraju se dijelom kršćanske kulture, usprkos njihovoj sumnji u božansku prirodu Isusa.

## Suvremena Europa
U 21. stoljeću, otvoreni britanski ateist Richard Dawkins u nekoliko intervjua naziva sebe "kulturalnim kršćaninom" i "kulturalnim anglikancem".